# Pai-Patiroma
『Pai-Patiroma』（パイパティローマ）は、菅沼孝三の2作目のオリジナル・アルバム。2004年4月21日に発売された。発売元はJewel sound。

## 背景
菅沼孝三セルフプロデュースによる会心のセカンドアルバム。菅沼孝三の20年来の仲間で、10年以上前に活動していたバンド「Gray」のメンバー4人が集って制作された。ドラムクリニック＆パフォーマンスツアーで訪れたインドネシアでの音楽的影響が垣間見える。ジャケットは梅木英治の作品。

## 収録曲
1. 「EBDA DREAM」 - 5:43
（作曲：青柳誠）
2. 「SEE ME」 - 5:48
（作曲：青柳誠）
3. 「PAI-PATIROMA」 - 3:44
（作曲：菅沼孝三）
4. 「PLAY OF COLORS」 - 8:08
（作曲：永井敏己）
5. 「PICTUERS」 - 5:31
（作曲：道下和彦）
6. 「HAL」 - 4:36
（作曲：道下和彦）
7. 「BONANZA」 - 6:49
（作曲：道下和彦）
8. 「ROUND MIDNIGHT」 - 7:02
（作曲：Thelonious Monk）
9. 「鮫鰐 <SURABAYA>」 - 6:30
（作曲：菅沼孝三）
Blues Alley Japanで収録されたライブ音源。

## スタッフ・クレジット

### 参加ミュージシャン
トラック1～8
- 菅沼孝三 - ドラムス、パーカッション(コンガ、シェイカー、パチカ、アンクルビーズ、チャフチャス、レインメーカー、三板、モダン・パンデイロ、バーチャイム、カシシ、シェード・ドラム、チェンチェン、ケノン（英語版）、リボンクラッシャー)、ミニトランペット
- 青柳誠 - キーボード、サックス
- 道下和彦 - ギター
- 永井敏己 - ベース

トラック9

W.I.N.S
- 和田アキラ - ギター
- 石黒彰 - キーボード
- 永井敏己 - ベース
- 菅沼孝三 - ドラムス